# Kennecott Smokestack
Kennecott Smokestack – 370-metrowy komin położony w stanie Utah w USA. Został zbudowany w 1974 roku w celu rozproszenia szkodliwych gazów z dala od najbliższej okolicy huty. Jest czwartym co do wysokości kominem na świecie.